# 한국 광복군
한국 광복군(韓國 光復軍) 또는 줄여서 광복군(光復軍)은 1940년 9월 17일 중화민국 충칭에서 조직된 대한민국 임시정부의 준군사조직이다. 1939년 1월 창립된 한국독립당의 당군인 한국독립군과 그 밖의 독립군 및 지청천, 이범석 등이 이끌고 온 만주 독립군과 연합하여 1940년 9월 17일 성립전례식을 갖고 결성되었다. 광복군을 실질적으로 통솔하였던 사람은 지청천과 그의 참모장인 이범석이었다. 대한민국 임시정부에서 통수권을 인수하였다. 이후 미국 CIA의 전신인 OSS와 함께 국내 진공작전을 준비하다가 1945년 8월 15일 광복을 맞이하였으며, 1946년 5월 16일에 해산하였다.

## 창설 과정

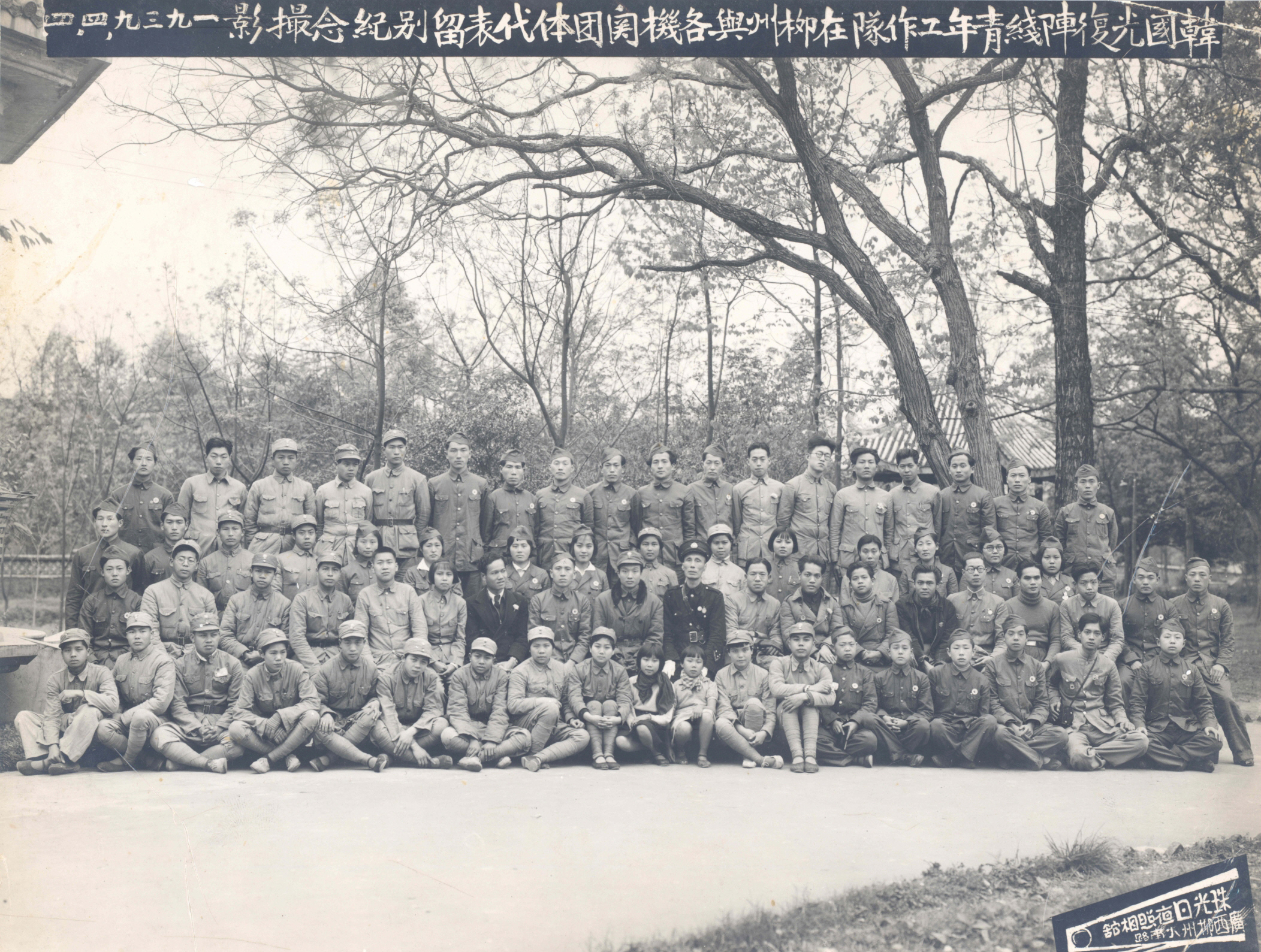
한국광복진선청년공작대(1939.4. 4)

### 준비 작업
1937년 중일전쟁이 발발했다. 중국 국민당과 중국 공산당의 2차 국공합작이 이뤄졌고, 일본제국에 맞서 싸우기 위해 장제스는 임정이 무력수단을 갖추는데 전폭적으로 지원했다. 여기에는 윤봉길 의사의 홍커우 공원 의거로 조선인들에 대한 우호적인 분위기가 조성된 데다, 장제스와 김구 개인이 돈독한 관계도 한몫했다.
1936년에 장제스의 제안으로 임시정부는 중국에 있는 전 조선인 무장세력을 규합하여 광복군 조직을 추진하고 있었다. 광복군은 1939년 1월 8일 창립된 임시정부의 여당 한국독립당 당군(黨軍)을 모태로 하였다. 이후 기타 독립군 및 지청천, 이범석 등이 이끌고 온 만주 독립군과 연합하여 1940년 9월 성립전례식을 준비, 계획하였다.
1940년 5월 임시정부 측은 중국 국민정부 장제스 총통에게 한국광복군의 활동을 승인해줄 것을 교섭하였고, 중국 국민당군의 지휘 하에 둔다는 조건으로 광복군 창립을 승인받았다. 광복군의 지휘권은 중국의 국민당 정부가 통제하고 있었으나 1944년 8월 임시정부로 통수권이 넘겨졌다.

### 성립전례식과 창군
1940년 9월 15일 임시정부 주석 겸 한국광복군창설위원회 위원장 김구 명의로 「한국광복군선언문」을 발표했다. “광복군은 중화민국 국민과 합작하여 두 나라의 독립을 회복하고자 공동의 적인 일본제국주의자들을 타도하기 위하여 연합군의 일원으로 항전을 계속한다”는 내용이다. 이어서 9월 17일 한국광복군총사령부 성립 전례식을 거행하고 광복군을 창설했다. 충칭 대한민국 임시정부 청사에서 임정 요인들과 현지 한국 거류민 및 중화민국 국방성에서 파견한 군관들이 임석한 가운데 행사가 거행됐다.

광복군 성립 전례식에서의 김구(통수권자)와 지청천(총사령관)

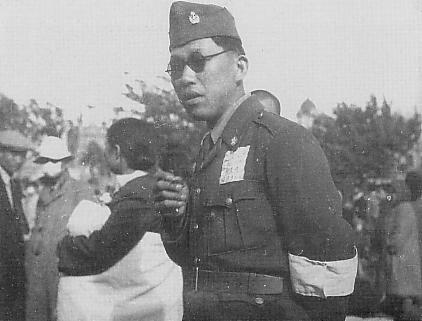
해방 후 어느 광복군(1946년)

김구 명의의 〈한국광복군 선언문〉이 독립기념관 광복군 어록비에 새겨져 있다.

대한민국 임시정부는 대한민국 원년(서기 1919년) 정부가 공포한 군사 조직법에 의거하여 중화민국 총통 장개석 원수의 특별 허락으로 중화민국 영토 내에서 광복군은 중화민국 국민과 합작하여 우리 두 나라의 독립을 회복하고자 공동의 적인 일본 제국주의자들을 타도하기 위하여 연합국의 일원으로 항전을 계속한다.
과거 30년 간 일본이 우리 조국을 병합 통치하는 동안 우리 민족의 확고한 독립정신은 불명예스러운 노예 생활을 벗어나기 위하여 무자비한 압박자에 대한 영웅적 항전을 계속해 왔다. 영광스러운 중화 민족의 항전이 4개년에 도달한 이 때 우리는 큰 희망을 가지고 우리 조국의 독립을 위하여 우리의 전투력을 강화할 때가 왔다고 확신한다.
우리는 장개석 총통의 한국 민족에 대한 원대한 정책을 채택함을 기뻐하며 감사의 찬사를 보낸다. 우리 국가의 해방운동과 특히 우리들의 압박자 왜적에 대한 무장 항전의 준비는 그의 도의적 지원으로 크게 고무되었다. 우리들은 한·중 연합전선에서 우리 스스로의 계속 부단한 투쟁을 감행하여 자유, 평등을 쟁취할 것을 약속하는 바이다.
대한민국 서기 1940년 9월 15일
대한민국 임시정부 주석
한국 광복군 창설 위원회 위원장 김 구

창군 당시 광복군의 규모는 약 30여 명 정도로 알려져 있다. 처음 꾸려졌을 때 광복군은 총사령부만으로 이뤄진 군인 없는 군대였다. 초기 광복군은 “1기 임무로 장병을 급속 모집해 최소한 3개 사단을 편성, 항일전선에 참가한다”는 목표를 가지고, 전선이 가까운 시안으로 이동해 군인 모집에 총력을 기울였다. 1·2·3지대와 1941년 1월1일 시안에서 독자적으로 활동하던 한국청년전지공작대를 흡수한 5지대를 합친 4개 지대로 운영됐다.
1942년 1월 충칭 주재 미국대사관의 보고서는 충칭의 한국 거류민은 200명을 넘지 못한다고 적고 있다. 그러나 임정에서는 5백여 명 이상의 대원으로 시작했다 하며 그 위용을 과시하였다.
광복군은 중화민국의 지원 하에 활동해야 하는 한계를 가지고 출발했다. 중화민국 정부는 광복군을 인정하는 대신 1941년 11월 광복군은 중화민국 정부 측으로부터 한국광복군 행동준승이라는 9개 조항으로 된 조건을 전달받았다. 준승에 따르면 한국광복군은 중화민국 중앙군 참모총장의 명령과 통제를 받아야만 움직일 수 있도록 명시되어 있었다. 이현희는 이 준승은 한국광복군은 명실상부한 한국의 독립군이 아니라 중국의 일개 보조, 고용군이 된다는 굴욕적인 군사협정이었으며, 임시정부 자체도 그 지위가 의심스러워지는 등의 미묘한 국면을 제공하였다고 평가하였다. 대한민국 임시정부는 중화민국 측의 이 준승 명령에 분개하여 임시정부를 미국 워싱턴 D.C.로 옮길 것을 계획하고, 이승만과 연락을 취하기도 하였다. 그러나 중국 정부가 김구를 설득하면서 임정 천도안은 무산되었다.
한국광복군 준승은 1944년 8월에 폐기되었고, 이때 광복군의 통수권은 임시정부로 이양되었다. 그러나 광복군의 훈련과 유지는 국민당 정부로부터 재정적인 지원을 받아 이루어지고 있었고, 그 계획과 목표 설정까지도 장개석의 통제 아래 있었다. 1944년 중국 국민당 정권은 한국광복군의 통수권을 임시정부 주석 김구에게 이양한다.

## 성장과 활동
한국광복군은 먼저 각지에 흩어져 활동하던 한인 항일 군사조직을 흡수하여 통합하는 데에 진력하였다. 1941년 1월 무정부주의 계열의 한국청년전지공작대가 편입되었으며, 1942년 7월에는 김원봉이 이끌던 조선의용대의 일부를 흡수하였다.중국 각지에 징모 분처를 설치하고 한국청년훈련반과 한국광복군훈련반이라는 임시훈련소를 운영했다. 기관지 '광복'을 펴내기도 했다.
임정은 태평양전쟁이 발발하자 1941년 12월 10일 일제와 독일에 선전포고를 하였다. 광복군은 1943년 영국군에 파견되어 버마 전역에 투입되었으며, 그 뒤 임정 구미외교위원부 위원장 이승만을 통해 미국 국무부에서 파견한 도노번 장군에게 OSS 특별훈련을 받기도 하였다.

맨 앞줄 좌로부터 (박찬익, 조완구, 김구, 이시영, 차이석
두 번째 줄 맨 왼쪽 성주식, 김문호, 신정숙, 김붕준
맨 뒷줄 왼쪽부터 조성환, 조소앙, 지청천, 이범석, 이름 미상

### 국내 정진작전과 국군 자격 귀국의 좌절

1945년 8월 미국 육군 소장 도노반과 면담한 김구 주석

1945년 4월 당시 임시정부 의정원의 문서에 따르면 한국광복군의 총 병력 수는 339명이었다. <대한민국 임시정부 의정원 문서> ‘광복군 현세’를 보면, 1945년 3월 현재 광복군의 수는 514명인 것으로 확인된다. 이 가운데 중국인의 수는 65명으로 이를 뺀 광복군의 실제 인원은 449명이다. 4월에는 광복군의 OSS 훈련을 승인하였고, 미국군 중국전구 사령관 웨더마이어 중장을 방문하였다.
김구는 독자적으로라도 한국광복군의 한반도 진주를 추진하였으나, 중국 내에서 활동하는 군사집단에 대한 관할, 감독, 지도권은 중화민국 정부에 있다는 국민당 정권의 경고로 실패하고 만다. 대신 김구는 미국에 체류 중이던 이승만에게 수시로 연락하여 광복군과 미국 육군, 공군과의 OSS 합동훈련 계획 진행 상황을 수시로 독촉하였다.
임정은 일제의 항복이 다가왔다는 소식이 전해지자 자력으로 국토를 수복하기로 하고, 1945년 8월 11일 이범석을 총지휘관으로 하는 국내정진군(國內挺進軍)을 편성했다. 8월 16일 미군 비행기를 통해 그 선발대가 한반도로 향했지만 "가미카제 특공대가 아직 연합군을 공격하고 있다"는 무전을 받고 회군하였다. 이틀 뒤 8월 18일 다시 국내 진입을 시도해 서울 여의도 비행장에 착륙했지만 일본군의 저항으로 발길을 돌려야 했다.
그 뒤 임정은 오광선을 국내지대장으로 파견해 서울에 한국광복군 국내지구사령부를, 대전에 한국광복군 경비대 훈련소를 개설했다. 그러나 일제 패망 후 한국에 진주하여 통치권을 행사하던 미군정은 '사설 군사단체 해산령'을 내려 광복군 국내지대를 해체시켰다. 귀국길이 막혀 버린 중국 주재 광복군도 1946년 5월 16일 중국 국공내전(國共內戰)의 혼란 속에서 사실상의 해체를 선언할 수밖에 없었다.
광복군은 해방 이후에도 중국에 남아 ‘확군’ 작업에 정진했지만, 중국 정부의 지원을 받지 못해 1946년 4월30일 광복군 총사령부는 난징에서 해산하고 5월 말 이범석 장군의 통솔 아래 귀국했다. 귀국 대오에 참여한 병력은 500명쯤이었다고 한다. 임시정부 선전부장 엄항섭이 귀국 다음날인 1945년 11월25일치 기자회견에서 “광복군의 총사가 1만”이라고 주장했지만 이는 과장된 것이다.

### 통수권 이양받은 광복군
1944년 중국 국민당 정권은 한국광복군의 통수권을 임시정부 주석 김구에게 이양한다. 그러나 장개석의 한국광복군 통수권 환수를 놓고 중국 국민당 내에서도 반대하는 시각이 나타났다. 그들의 우려는 현실로 나타났다. 제2차 세계대전이 막바지에 이르렀을 때 이청천과 이범석 휘하의 광복군이 저지른 난폭한 행동들은 특히 상하이에서, 중국인들 뿐만 아니라 중국 거주 조선인들에게도 증오감을 사고 있었다. 광복군은 친일 매국노를 처단하는 데 앞장섰다. 친일파나 '친일 부역자'들 뿐만 아니라 임시정부에 반대하는 정적(政敵)을 처단하는 데도 이용되었다. 그 당시 임시정부는 경제적인 지원을 받고 있던 보수 진영에 완전히 경사되어 있었고, 공산주의와 소련의 위험에 대해서 소리 높여 비난하고 있었다.

## 구성원

### 지도자
한국광복군의 지도자는 다음과 같다.
- 통수권자 김구
- 총사령관 지청천
- 부사령관 김원봉
- 참모장 이범석
- 총무처장 최용덕
- 참모처장 채형서
- 부관처장 황학수
- 경리처장 조경한
- 훈련처장 송호성
- 군무처장 유진동
- 군무처장 채한성

### 주요 인물
한국광복군 출신의 주요 인물은 다음과 같다.
- 이범석 (李範奭, 1900년 10월 20일 ~ 1972년 5월 11일) : 1919년 3.1운동 직후 만주에서 신흥무관학교와 북로군정서 등에서 항일 독립운동을 했으며, 1920년 김좌진, 홍범도 등과 함께 청산리 전투를 이끌어 대승을 거두었다. 1933년 대한민국 임시정부에 합류하였고, 1940년 대한민국 임시정부 산하의 한국광복군을 창설하고 육군소장에 임명되었다. 1945년 8월 18일 일본 패망 소식을 듣고 미군 비행기로 김포공항에 입국했으나 일본군에서 저지당하여 다시 상하이로 되돌아갔다. 1946년 귀국하여 미군정의 지원을 받아 조선민족청년단(약칭 족청)을 창설했다. 1948년 대한민국 정부 수립 후 국회에서 초대 국무총리로 선출되었으며 초대 국방부 장관을 겸직하였다.
- 안춘생 (安椿生, 1912년 8월 12일 ~ 2011년 1월 26일) : 안중근 의사의 5촌 조카로서, 한국 광복군 제2지대 제1구대장으로 활동했다. 해방 후 대한민국 육군 중장을 지냈고, 국회의원 및 제1, 2대 독립기념관 관장을 지냈다.
- 장준하 (張俊河, 1918년 8월 27일 ~ 1975년 8월 17일) : 1944년 1월 일본군에 자원 입대하였으나 7월에 탈출한 후 중국군 준위로 활동했다. 이듬 해인 1945년 2월 중국 충칭에 있는 한국광복군을 찾아가 소위로 복무하였다. 이후 미국 CIA의 전신인 전략첩보대(OSS)에서 활동하면서 3개월간 국내 진공작전에 가담하여 국내 밀파 특수공작원으로 대기 하던 중 1945년 해방을 맞아 임정 제1진으로 귀국하였다. 이후 김구의 비서로 일했고, 《사상계》를 창간하였다. 1975년 박정희 정권에 대항하는 거사를 준비하던 중 의문사를 당했다.
- 김준엽 (金俊燁, 1920년 8월 26일 ~ 2011년 6월 7일) : 일제강점기에 학도병으로 강제 징집되었으나 1942년 2월 탈출해 광복군에 합류한 학병탈출 1호였다. 1945년 해방 후 고려대학교 교수가 되었다. 1982년 고려대 총장이 되었으나, 시위학생을 제적하라는 전두환 군사독재 정권의 요구에 맞서다가 1985년 총장직에서 사임을 당했다. 1987년 6.10 민주화 운동 이후 개정된 9차 헌법 전문에 대한민국 정부가 임시정부를 계승하였다는 문장을 삽입하는데 결정적인 역할을 한다. 우당 이회영의 손자 이종찬을 통해 '임시정부 법통 계승'을 관철했다.

## 계급 체계
한국 광복군의 경우 계급 체계는 상당 부분 대한제국군에서 따왔다.
|                | 계급                 | 견장 |
| -------------- | -------------------- | ---- |
| 장관(將官)     | 정장(대장)(正將)     |      |
| 장관(將官)     | 부장(중장)(副將)     |      |
| 장관(將官)     | 참장(소장)(參將)     |      |
| 영관(領官)     | 정령(대령)(正領)     |      |
| 영관(領官)     | 부령(중령)(副領)     |      |
| 영관(領官)     | 참령(소령)(參領)     |      |
| 위관(尉官)     | 정위(대위)(正尉)     |      |
| 위관(尉官)     | 부위(중위)(副尉)     |      |
| 위관(尉官)     | 참위(소위)(參尉)     |      |
| 위관(尉官)     | 준위(准尉)           |      |
| 하사관(下士官) | 복무정사(원사)(元士) |      |
| 하사관(下士官) | 정사(상사)(正士)     |      |
| 하사관(下士官) | 부사(중사)(副士)     |      |
| 하사관(下士官) | 참사(하사)(參士)     |      |
| 병사(兵士)     | 상등병(上等兵)       |      |
| 병사(兵士)     | 일등병(一等兵)       |      |
| 병사(兵士)     | 이등병(二等兵)       |      |

## 같이 보기
| - 대한민국 임시정부 - 한국독립당 - 중국 국민당 - 김구 - 김규식 - 김원봉 - 일제강점기 - 조선의용대 - 의열단 - 광복절 - 광복군 군가 - 이동녕 - 이범석 - 안봉순 - 오희영 - 오광심 - 지청천 - 노태준 - 윌리엄 도노번 | - 민족혁명당 - 의열단 - 한인애국단 - 한국독립당 특무대 - 김효숙 - 조소앙 - 지복영 - 황학수 - 김학규 - 장준하 - 김준엽 - 박영만 - 채원개 - 최용덕 - 류진동 - 나태섭 - 이승만 - 조완구 | - 임정 구미위원부 - 김홍일 - 유동열 - 윤치영 - 이종희 - 임병직 - 신봉빈 - 오광심 |

## 참고 자료
- 브루스 커밍스, 일월총서 71 한국전쟁의 기원(김자동 역, 일월서각, 1986)| 분쟁 참여 세력 | 분쟁 참여 세력                                                                                                                                                                                                                                                                                                                                                                                                                                                                                                                                                                                                                                                                                                                                                                                                 |
| -------------- | --- |
| 일제 치안군    | - 한국통감부 - 조선총독부 - 관동군 - 조선군 - 제17방면군 - 간도협조회 - 간도특설대 - 서대문형무소 - 종로경찰서 고등계 |
| 한국 분리주의  | \| 민병(의병) \| - 을사의병 - 을미의병 - 정미의병 - 13도 창의군 - 대한의군 \| \| 사회경제단체 \| - 근우회 - 대한애국부인회 - 대한인동지회 - 대한자강회 - 동제사 - 신민회 - 신간회 - 조선노동동흥회 - 흥사단 \| \| 테러·결사조직 \| - 동의단지회 - 좌익계열 - 남화한인청년연맹 - 의열단 - 흑색공포단 - 흑로회 - 흑우연맹 - 흑우회 - 우익계열 - 한인애국단 \| \| 군사조직 \| - 대한광복단 - 대한독립단 - 북로군정서 - 서로군정서 - 통의부 - 참의부 - 정의부 - 신민부 - 국민부 - 조선의용대 - 광복군 \| \| 정치단체 \| - 경성콤그룹 - 경성 트로이카 - 고려공산당 - 고려혁명당 - 대한국민의회 - 대한민국 임시정부 - 신한청년당 - 신한혁명당 - 조선공산당 - 조선독립동맹 - 조선무정부주의자연맹 - 조선민족전선연맹 - 조선민족전위동맹 - 조선민족해방동맹 - 조선민족혁명당 - 조선혁명당 - 한국국민당 - 한국독립당 \| |
| 제3세력        | - 국민정부 - 국민혁명군 - 팔로군 - 코민테른 - 만주 마적 - 연합국 - 만주국 |
| 민병(의병)     | - 을사의병 - 을미의병 - 정미의병 - 13도 창의군 - 대한의군 |
| 사회경제단체   | - 근우회 - 대한애국부인회 - 대한인동지회 - 대한자강회 - 동제사 - 신민회 - 신간회 - 조선노동동흥회 - 흥사단 |
| 테러·결사조직  | - 동의단지회 - 좌익계열 - 남화한인청년연맹 - 의열단 - 흑색공포단 - 흑로회 - 흑우연맹 - 흑우회 - 우익계열 - 한인애국단 |
| 군사조직       | - 대한광복단 - 대한독립단 - 북로군정서 - 서로군정서 - 통의부 - 참의부 - 정의부 - 신민부 - 국민부 - 조선의용대 - 광복군 |
| 정치단체       | - 경성콤그룹 - 경성 트로이카 - 고려공산당 - 고려혁명당 - 대한국민의회 - 대한민국 임시정부 - 신한청년당 - 신한혁명당 - 조선공산당 - 조선독립동맹 - 조선무정부주의자연맹 - 조선민족전선연맹 - 조선민족전위동맹 - 조선민족해방동맹 - 조선민족혁명당 - 조선혁명당 - 한국국민당 - 한국독립당 |

| 민병(의병)    | - 을사의병 - 을미의병 - 정미의병 - 13도 창의군 - 대한의군 |
| 사회경제단체  | - 근우회 - 대한애국부인회 - 대한인동지회 - 대한자강회 - 동제사 - 신민회 - 신간회 - 조선노동동흥회 - 흥사단 |
| 테러·결사조직 | - 동의단지회 - 좌익계열 - 남화한인청년연맹 - 의열단 - 흑색공포단 - 흑로회 - 흑우연맹 - 흑우회 - 우익계열 - 한인애국단 |
| 군사조직      | - 대한광복단 - 대한독립단 - 북로군정서 - 서로군정서 - 통의부 - 참의부 - 정의부 - 신민부 - 국민부 - 조선의용대 - 광복군 |
| 정치단체      | - 경성콤그룹 - 경성 트로이카 - 고려공산당 - 고려혁명당 - 대한국민의회 - 대한민국 임시정부 - 신한청년당 - 신한혁명당 - 조선공산당 - 조선독립동맹 - 조선무정부주의자연맹 - 조선민족전선연맹 - 조선민족전위동맹 - 조선민족해방동맹 - 조선민족혁명당 - 조선혁명당 - 한국국민당 - 한국독립당 |

| - v - t - e 연대기 | - v - t - e 연대기 | |
| --- | --- | --- |
| \| \| - 1910년: 대한제국 멸망. 조선총독부 설치. 회사령 공포. - 1911년: 신흥무관학교 개교. 산림령, 어업령, 제1차 조선교육령 공포. 105인 사건. - 1912년: 토지조사사업 시작. - 1913년: - 1914년: - 1915년: 광업령 공포. - 1916년: - 1917년: - 1918년: - 1919년: 3·1 운동. 의열단 창단. 통합 임시정부 수립. 사이토 총독 저격 사건. 파리 장서사건. - 1920년: 봉오동 전투. 청산리 전투. 간도 참변. 1차 임정 분열. 산미증식계획. 부산경찰서 투탄사건. - 1921년: 조선총독부 투탄사건. 자유시 참변. - 1922년: 국제공산당 자금사건. 김립 피살 사건. 신생활 필화 사건 - 1923년: 종로경찰서 투탄사건. 국민대표회의. 물산장려운동. 암태도 소작쟁의. 간토 대학살 - 1924년: 도쿄 황궁 폭파 미수사건 - 1925년: - 1926년: 동척투탄사건. 6·10 만세운동. - 1927년: \| - 1928년: 참의부, 정의부, 신민부 3부 통합운동. - 1929년: 광주학생항일운동. - 1930년: 남화한인청년연맹 결성. - 1931년: 만주 사변. 한인애국단 결성. - 1932년: 훙커우 공원 사건. - 1933년: 대전자령전투. - 1934년: 신건설사 사건. - 1935년: 남화한인연맹, 왕징웨이 저격. 민족혁명당 결성. - 1936년: 일장기 말소 사건 - 1937년: 노구교 사건. - 1938년: 조선의용대 조직. - 1939년: - 1940년: 한국 광복군 창설. - 1941년: 임정, 대일 선전포고. 조선 여성의 위안부 차출 시작. - 1942년: 조선의용대, 광복군에 편입. 조선어학회 사건. - 1943년: - 1944년: 근로정신대 출범. - 1945년: 일본의 무조건 항복. \| | | |
| | - 1910년: 대한제국 멸망. 조선총독부 설치. 회사령 공포. - 1911년: 신흥무관학교 개교. 산림령, 어업령, 제1차 조선교육령 공포. 105인 사건. - 1912년: 토지조사사업 시작. - 1913년: - 1914년: - 1915년: 광업령 공포. - 1916년: - 1917년: - 1918년: - 1919년: 3·1 운동. 의열단 창단. 통합 임시정부 수립. 사이토 총독 저격 사건. 파리 장서사건. - 1920년: 봉오동 전투. 청산리 전투. 간도 참변. 1차 임정 분열. 산미증식계획. 부산경찰서 투탄사건. - 1921년: 조선총독부 투탄사건. 자유시 참변. - 1922년: 국제공산당 자금사건. 김립 피살 사건. 신생활 필화 사건 - 1923년: 종로경찰서 투탄사건. 국민대표회의. 물산장려운동. 암태도 소작쟁의. 간토 대학살 - 1924년: 도쿄 황궁 폭파 미수사건 - 1925년: - 1926년: 동척투탄사건. 6·10 만세운동. - 1927년: | - 1928년: 참의부, 정의부, 신민부 3부 통합운동. - 1929년: 광주학생항일운동. - 1930년: 남화한인청년연맹 결성. - 1931년: 만주 사변. 한인애국단 결성. - 1932년: 훙커우 공원 사건. - 1933년: 대전자령전투. - 1934년: 신건설사 사건. - 1935년: 남화한인연맹, 왕징웨이 저격. 민족혁명당 결성. - 1936년: 일장기 말소 사건 - 1937년: 노구교 사건. - 1938년: 조선의용대 조직. - 1939년: - 1940년: 한국 광복군 창설. - 1941년: 임정, 대일 선전포고. 조선 여성의 위안부 차출 시작. - 1942년: 조선의용대, 광복군에 편입. 조선어학회 사건. - 1943년: - 1944년: 근로정신대 출범. - 1945년: 일본의 무조건 항복. |

|  | - 1910년: 대한제국 멸망. 조선총독부 설치. 회사령 공포. - 1911년: 신흥무관학교 개교. 산림령, 어업령, 제1차 조선교육령 공포. 105인 사건. - 1912년: 토지조사사업 시작. - 1913년: - 1914년: - 1915년: 광업령 공포. - 1916년: - 1917년: - 1918년: - 1919년: 3·1 운동. 의열단 창단. 통합 임시정부 수립. 사이토 총독 저격 사건. 파리 장서사건. - 1920년: 봉오동 전투. 청산리 전투. 간도 참변. 1차 임정 분열. 산미증식계획. 부산경찰서 투탄사건. - 1921년: 조선총독부 투탄사건. 자유시 참변. - 1922년: 국제공산당 자금사건. 김립 피살 사건. 신생활 필화 사건 - 1923년: 종로경찰서 투탄사건. 국민대표회의. 물산장려운동. 암태도 소작쟁의. 간토 대학살 - 1924년: 도쿄 황궁 폭파 미수사건 - 1925년: - 1926년: 동척투탄사건. 6·10 만세운동. - 1927년: | - 1928년: 참의부, 정의부, 신민부 3부 통합운동. - 1929년: 광주학생항일운동. - 1930년: 남화한인청년연맹 결성. - 1931년: 만주 사변. 한인애국단 결성. - 1932년: 훙커우 공원 사건. - 1933년: 대전자령전투. - 1934년: 신건설사 사건. - 1935년: 남화한인연맹, 왕징웨이 저격. 민족혁명당 결성. - 1936년: 일장기 말소 사건 - 1937년: 노구교 사건. - 1938년: 조선의용대 조직. - 1939년: - 1940년: 한국 광복군 창설. - 1941년: 임정, 대일 선전포고. 조선 여성의 위안부 차출 시작. - 1942년: 조선의용대, 광복군에 편입. 조선어학회 사건. - 1943년: - 1944년: 근로정신대 출범. - 1945년: 일본의 무조건 항복. |

| 일제 당국     | - 이토 히로부미 - 데라우치 마사타케 - 하세가와 요시미치 - 사이토 마코토 - 우가키 가즈시게 - 야마나시 한조 - 사이토 마코토 - 우가키 가즈시게 - 미나미 지로 - 고이소 구니아키 - 아베 노부유키 |
| 한국계 협력자 | \| 저명인사 \| - 김동원 - 김활란 - 박영효 - 박중양 - 송병준 - 윤덕영 - 윤치호 - 이광수 - 이완용 - 최남선 - 최린 \| \| 군경 \| - 김대형 - 노기주 - 노덕술 - 박두영 - 백선엽 - 선우갑 - 이성근 - 이원보 - 정일권 - 최석현 - 최연 - 홍사익 - 홍청파 \| \| 부역자 \| - 강창희 - 김건영 - 김기옥 - 김두하 - 김홍량 - 문명기 - 박승직 - 박흥식 - 방응모 - 방의석 - 예종석 - 장홍식 - 차준담 - 최창학 - 한기방 - 현준호 - 홍충현 \| \| 밀정 \| - 김달하 - 김동한 - 배정자 - 양병일 - 엄인섭 - 이종형 - 이준성 - 정병칠 - 최정규 \| |
| 저명인사      | - 김동원 - 김활란 - 박영효 - 박중양 - 송병준 - 윤덕영 - 윤치호 - 이광수 - 이완용 - 최남선 - 최린 |
| 군경          | - 김대형 - 노기주 - 노덕술 - 박두영 - 백선엽 - 선우갑 - 이성근 - 이원보 - 정일권 - 최석현 - 최연 - 홍사익 - 홍청파 |
| 부역자        | - 강창희 - 김건영 - 김기옥 - 김두하 - 김홍량 - 문명기 - 박승직 - 박흥식 - 방응모 - 방의석 - 예종석 - 장홍식 - 차준담 - 최창학 - 한기방 - 현준호 - 홍충현 |
| 밀정          | - 김달하 - 김동한 - 배정자 - 양병일 - 엄인섭 - 이종형 - 이준성 - 정병칠 - 최정규 |

| 저명인사 | - 김동원 - 김활란 - 박영효 - 박중양 - 송병준 - 윤덕영 - 윤치호 - 이광수 - 이완용 - 최남선 - 최린                                                         |
| 군경     | - 김대형 - 노기주 - 노덕술 - 박두영 - 백선엽 - 선우갑 - 이성근 - 이원보 - 정일권 - 최석현 - 최연 - 홍사익 - 홍청파                                       |
| 부역자   | - 강창희 - 김건영 - 김기옥 - 김두하 - 김홍량 - 문명기 - 박승직 - 박흥식 - 방응모 - 방의석 - 예종석 - 장홍식 - 차준담 - 최창학 - 한기방 - 현준호 - 홍충현 |
| 밀정     | - 김달하 - 김동한 - 배정자 - 양병일 - 엄인섭 - 이종형 - 이준성 - 정병칠 - 최정규                                                                         |

| 정치·군사 인물   | \| 구체제 계열 \| - 고종 - 순종 - 의친왕 - 최익현 - 임병찬 - 신돌석 - 노응규 - 이갑 - 이석영 - 이은찬 - 유명규 - 안중근 \| \| 좌익계열 \| - 김립 - 김원봉 - 김일성 - 김좌진 - 박열 - 신채호 - 여운형 - 이동휘 - 이회영 - 홍범도 \| \| 우익계열 \| - 김구 - 김규식 - 김동삼 - 김창숙 - 박용만 - 안재홍 - 안창호 - 오동진 - 이동녕 - 이범석 - 이승만 - 이시영 - 장준하 - 지청천 \| |
| 테러·결사 실행책 | - 강우규 - 김상옥 - 김익상 - 김지섭 - 나석주 - 백정기 - 윤봉길 - 이봉창 |
| 학술·사회활동가  | - 김윤경 - 남궁억 - 박은식 - 서태석 - 양기탁 - 이윤재 - 이희승 - 정인보 - 최현배 |
| 종교인           | - 나철 - 손병희 - 한용운 |
| 외국인 협력자    | - 조지 쇼 - 장제스 - 후세 다쓰지 |
| 구체제 계열      | - 고종 - 순종 - 의친왕 - 최익현 - 임병찬 - 신돌석 - 노응규 - 이갑 - 이석영 - 이은찬 - 유명규 - 안중근 |
| 좌익계열         | - 김립 - 김원봉 - 김일성 - 김좌진 - 박열 - 신채호 - 여운형 - 이동휘 - 이회영 - 홍범도 |
| 우익계열         | - 김구 - 김규식 - 김동삼 - 김창숙 - 박용만 - 안재홍 - 안창호 - 오동진 - 이동녕 - 이범석 - 이승만 - 이시영 - 장준하 - 지청천 |

| 구체제 계열 | - 고종 - 순종 - 의친왕 - 최익현 - 임병찬 - 신돌석 - 노응규 - 이갑 - 이석영 - 이은찬 - 유명규 - 안중근                       |
| 좌익계열    | - 김립 - 김원봉 - 김일성 - 김좌진 - 박열 - 신채호 - 여운형 - 이동휘 - 이회영 - 홍범도                                       |
| 우익계열    | - 김구 - 김규식 - 김동삼 - 김창숙 - 박용만 - 안재홍 - 안창호 - 오동진 - 이동녕 - 이범석 - 이승만 - 이시영 - 장준하 - 지청천 |

| 일제 당국     | - 이토 히로부미 - 데라우치 마사타케 - 하세가와 요시미치 - 사이토 마코토 - 우가키 가즈시게 - 야마나시 한조 - 사이토 마코토 - 우가키 가즈시게 - 미나미 지로 - 고이소 구니아키 - 아베 노부유키 |
| 한국계 협력자 | \| 저명인사 \| - 김동원 - 김활란 - 박영효 - 박중양 - 송병준 - 윤덕영 - 윤치호 - 이광수 - 이완용 - 최남선 - 최린 \| \| 군경 \| - 김대형 - 노기주 - 노덕술 - 박두영 - 백선엽 - 선우갑 - 이성근 - 이원보 - 정일권 - 최석현 - 최연 - 홍사익 - 홍청파 \| \| 부역자 \| - 강창희 - 김건영 - 김기옥 - 김두하 - 김홍량 - 문명기 - 박승직 - 박흥식 - 방응모 - 방의석 - 예종석 - 장홍식 - 차준담 - 최창학 - 한기방 - 현준호 - 홍충현 \| \| 밀정 \| - 김달하 - 김동한 - 배정자 - 양병일 - 엄인섭 - 이종형 - 이준성 - 정병칠 - 최정규 \| |
| 저명인사      | - 김동원 - 김활란 - 박영효 - 박중양 - 송병준 - 윤덕영 - 윤치호 - 이광수 - 이완용 - 최남선 - 최린 |
| 군경          | - 김대형 - 노기주 - 노덕술 - 박두영 - 백선엽 - 선우갑 - 이성근 - 이원보 - 정일권 - 최석현 - 최연 - 홍사익 - 홍청파 |
| 부역자        | - 강창희 - 김건영 - 김기옥 - 김두하 - 김홍량 - 문명기 - 박승직 - 박흥식 - 방응모 - 방의석 - 예종석 - 장홍식 - 차준담 - 최창학 - 한기방 - 현준호 - 홍충현 |
| 밀정          | - 김달하 - 김동한 - 배정자 - 양병일 - 엄인섭 - 이종형 - 이준성 - 정병칠 - 최정규 |

| 저명인사 | - 김동원 - 김활란 - 박영효 - 박중양 - 송병준 - 윤덕영 - 윤치호 - 이광수 - 이완용 - 최남선 - 최린                                                         |
| 군경     | - 김대형 - 노기주 - 노덕술 - 박두영 - 백선엽 - 선우갑 - 이성근 - 이원보 - 정일권 - 최석현 - 최연 - 홍사익 - 홍청파                                       |
| 부역자   | - 강창희 - 김건영 - 김기옥 - 김두하 - 김홍량 - 문명기 - 박승직 - 박흥식 - 방응모 - 방의석 - 예종석 - 장홍식 - 차준담 - 최창학 - 한기방 - 현준호 - 홍충현 |
| 밀정     | - 김달하 - 김동한 - 배정자 - 양병일 - 엄인섭 - 이종형 - 이준성 - 정병칠 - 최정규                                                                         |

| 정치·군사 인물   | \| 구체제 계열 \| - 고종 - 순종 - 의친왕 - 최익현 - 임병찬 - 신돌석 - 노응규 - 이갑 - 이석영 - 이은찬 - 유명규 - 안중근 \| \| 좌익계열 \| - 김립 - 김원봉 - 김일성 - 김좌진 - 박열 - 신채호 - 여운형 - 이동휘 - 이회영 - 홍범도 \| \| 우익계열 \| - 김구 - 김규식 - 김동삼 - 김창숙 - 박용만 - 안재홍 - 안창호 - 오동진 - 이동녕 - 이범석 - 이승만 - 이시영 - 장준하 - 지청천 \| |
| 테러·결사 실행책 | - 강우규 - 김상옥 - 김익상 - 김지섭 - 나석주 - 백정기 - 윤봉길 - 이봉창 |
| 학술·사회활동가  | - 김윤경 - 남궁억 - 박은식 - 서태석 - 양기탁 - 이윤재 - 이희승 - 정인보 - 최현배 |
| 종교인           | - 나철 - 손병희 - 한용운 |
| 외국인 협력자    | - 조지 쇼 - 장제스 - 후세 다쓰지 |
| 구체제 계열      | - 고종 - 순종 - 의친왕 - 최익현 - 임병찬 - 신돌석 - 노응규 - 이갑 - 이석영 - 이은찬 - 유명규 - 안중근 |
| 좌익계열         | - 김립 - 김원봉 - 김일성 - 김좌진 - 박열 - 신채호 - 여운형 - 이동휘 - 이회영 - 홍범도 |
| 우익계열         | - 김구 - 김규식 - 김동삼 - 김창숙 - 박용만 - 안재홍 - 안창호 - 오동진 - 이동녕 - 이범석 - 이승만 - 이시영 - 장준하 - 지청천 |

| 구체제 계열 | - 고종 - 순종 - 의친왕 - 최익현 - 임병찬 - 신돌석 - 노응규 - 이갑 - 이석영 - 이은찬 - 유명규 - 안중근                       |
| 좌익계열    | - 김립 - 김원봉 - 김일성 - 김좌진 - 박열 - 신채호 - 여운형 - 이동휘 - 이회영 - 홍범도                                       |
| 우익계열    | - 김구 - 김규식 - 김동삼 - 김창숙 - 박용만 - 안재홍 - 안창호 - 오동진 - 이동녕 - 이범석 - 이승만 - 이시영 - 장준하 - 지청천 |